# Issues (canción de Julia Michaels)
«Issues» —en español: «Problemas»— es el sencillo debut de la cantante y compositora estadounidense Julia Michaels. Fue lanzado el 13 de enero de 2017 a través de Republic Records.Alan Walker lanzó un remix de la canción. en su versión original, la canción tiene unos samples de Trap

## Lista de canciones
Descarga digital

| N.º | Título   | Duración |  |
| 1.  | «Issues» | 2:56     |  |

## Video musical
El video oficial de la canción fue lanzado el 7 de marzo de 2017. Fue dirigido por Tabitha Denholm y producido por Peter Williams. El papel masculino es interpretado por Alex Koch.

## Posicionamiento en listas
| Listas (2017)                             | Mejor posición |
| ----------------------------------------- | -------------- |
| Australia (ARIA)                          | 5              |
| Austria (Ö3 Austria Top 40)               | 36             |
| Bélgica (Flandes) (Ultratop 50)           | 8              |
| Bélgica (Valonia) (Ultratop 50)           | 44             |
| Canadá (Canadian Hot 100)                 | 21             |
| República Checa (Singles Digitál Top 100) | 10             |
| Dinamarca (Tracklisten)                   | 3              |
| Dinamarca (Airplay danés)                 | 1              |
| Francia (SNEP)                            | 104            |
| Alemania (Media Control AG)               | 29             |
| Irlanda (IRMA)                            | 11             |
| Italia (FIMI)                             | 52             |
| Letonia (Latvijas Top 40)                 | 22             |
| Líbano (Lebanese Top 20)                  | 19             |
| Países Bajos (Dutch Top 40)               | 15             |
| Países Bajos (Mega Single Top 100)        | 20             |
| Nueva Zelanda (Recorded Music NZ)         | 11             |
| Noruega (VG-lista)                        | 3              |
| Polonia (Polish Airplay Top 100)          | 50             |
| Portugal (AFP)                            | 20             |
| Escocia (Scottish Singles Sales Chart)    | 7              |
| Eslovaquia (Rádio Top 100)                | 91             |
| Eslovaquia (Singles Digitál Top 100)      | 11             |
| Suecia (Sverigetopplistan)                | 11             |
| Suiza (Schweizer Hitparade)               | 28             |
| Reino Unido (UK Singles Chart)            | 10             |
| Estados Unidos (Billboard Hot 100)        | 11             |
| Estados Unidos (Adult Top 40)             | 14             |
| Estados Unidos (Mainstream Top 40)        | 10             |
| Estados Unidos (Dance/Mix Show Airplay)   | 32             |
| Estados Unidos (Rhythmic)                 | 35             |

## Historial de lanzamientos
| País           | Fecha                | Formato(s)             | Discográfica | Ref.   |
| -------------- | -------------------- | ---------------------- | ------------ | ------ |
| Todo el mundo  | 13 de enero de 2017  | Descarga digital       | Republic     | [ 1 ]  |
| Estados Unidos | 6 de febrero de 2017 | Hot adult contemporary | Republic     | [ 34 ] |
| Estados Unidos | 7 de febrero de 2017 | Contemporary hit radio | Republic     | [ 35 ] |
| Reino Unido    | 10 de marzo de 2017  | Contemporary hit radio | Republic     | [ 36 ] |
| Italia         | 18 de abril de 2017  | Contemporary hit radio | Universal    | [ 37 ] |